# Bulbophyllum brachyphyton
Bulbophyllum brachyphyton är en orkidéart som beskrevs av Rudolf Schlechter. Bulbophyllum brachyphyton ingår i släktet Bulbophyllum och familjen orkidéer. Inga underarter finns listade i Catalogue of Life.